# Sattelhorn (vid Aletschhorn)
Sattelhorn är en bergstopp i Schweiz. Den ligger i distriktet Brig och kantonen Valais, i den centrala delen av landet. Toppen på Sattelhorn är 3 741 meter över havet.
Terrängen runt Sattelhorn är huvudsakligen bergig. Den högsta punkten i närheten är Aletschhorn, 4 195 meter över havet, 2,2 km öster om Sattelhorn. 
Trakten runt Sattelhorn är permanent täckt av is och snö.